# Blues de Picolat
Blues de Picolat és un grup de blues nord-català fundat a Perpinyà el 1992 al voltant de Carles Sarrat. Componien la formació inicial quatre músics, tots quatre treballadors del setmanari El Punt de Perpinyà, una filial del diari gironí El Punt. Després d'alguns assajos en anglès, els músics van decidir utilitzar només el català rossellonès, la seva llengua de comunicació, per al seu recorregut artístic. El nom Blues de Picolat és un joc de paraules a partir d'una plat típic de la cuina del Rosselló, les boles de picolat (mandonguilles amb salsa).

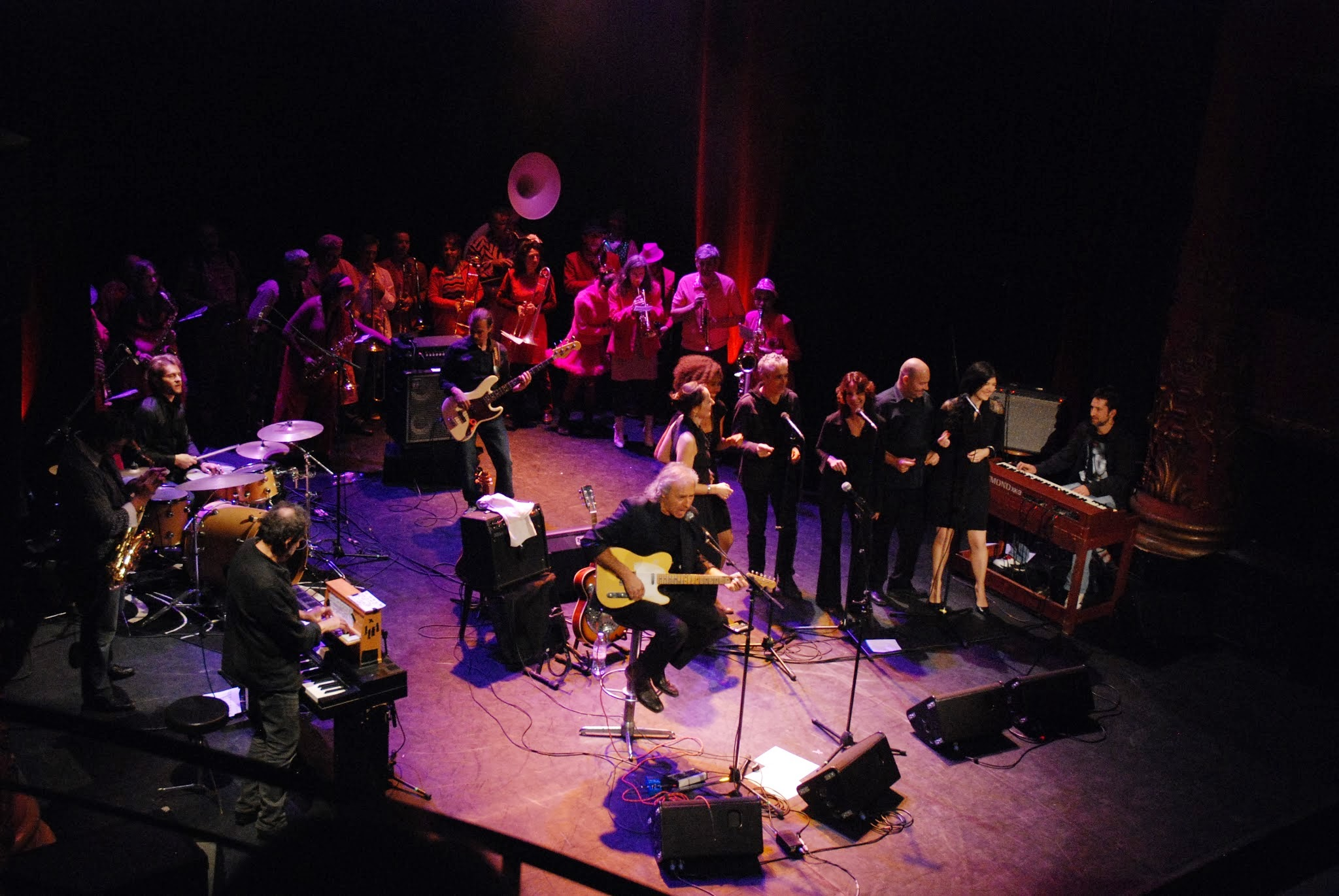
L'escenari del Teatre Municipal pel 20è aniversari

El grup va celebrar el 22 de novembre del 2013 el seu vintè aniversari amb un concert al Teatre Municipal de Perpinyà amb convidats de prestigi a l'escenari com Pascal Comelade, Joan-Lluís Lluís, Gerard Jacquet i molts dels músics que havien format part, en un moment o un altre, de Blues de Picolat.
Blues de Picolat va acabar la seva carrera de més de vint-i-conc anys el 30 de març 2018 amb un concert de comiat a Perpinyà

## Components actuals
- Carles Sarrat: veu, guitarres, harmònica
- Benjamin Sarrat: orgue Hammond
- Frédéric Alazet: baix
- Mathieu Navajas: bateria

## Col·laboracions per als textos
Des del primer àlbum, l'escriptor Joan-Lluís Lluís ha col·laborat en l'escriptura dels textos («Liquidació», «Dama Tramunta» i «Firaire Country Blues», aquest últim coescrit amb Carles Sarrat). El CD va guanyar el premi de la SGAE-Ràdio4 1997 en la categoria "Primer àlbum". La seva contribució creix en el segon àlbum, Carrer de l'Àngel, ja que és autor de les lletres de 6 de les 13 cançons. El periodista i escriptor Aleix Renyé també hi contribueix amb un text. Carles Sarrat escriu els 5 altres, entre ells «Diumenge a la tarda».
En el tercer àlbum, Dona del Camí, aquests dos autors ofereixen dos textos cadascun.
A Fer-li un petó, el quart àlbum, editat pel segell Picap, el grup utilitza lletres d'autors catalans de fora de la Catalunya Nord: Joan Salvat-Papasseit (música de Teresa Rebull), Guillem d'Efak i Miquel Pujadó. Joan-Lluís Lluís contribueix amb un dels textos i Carles Sarrat és l'autor de la resta de les cançons.

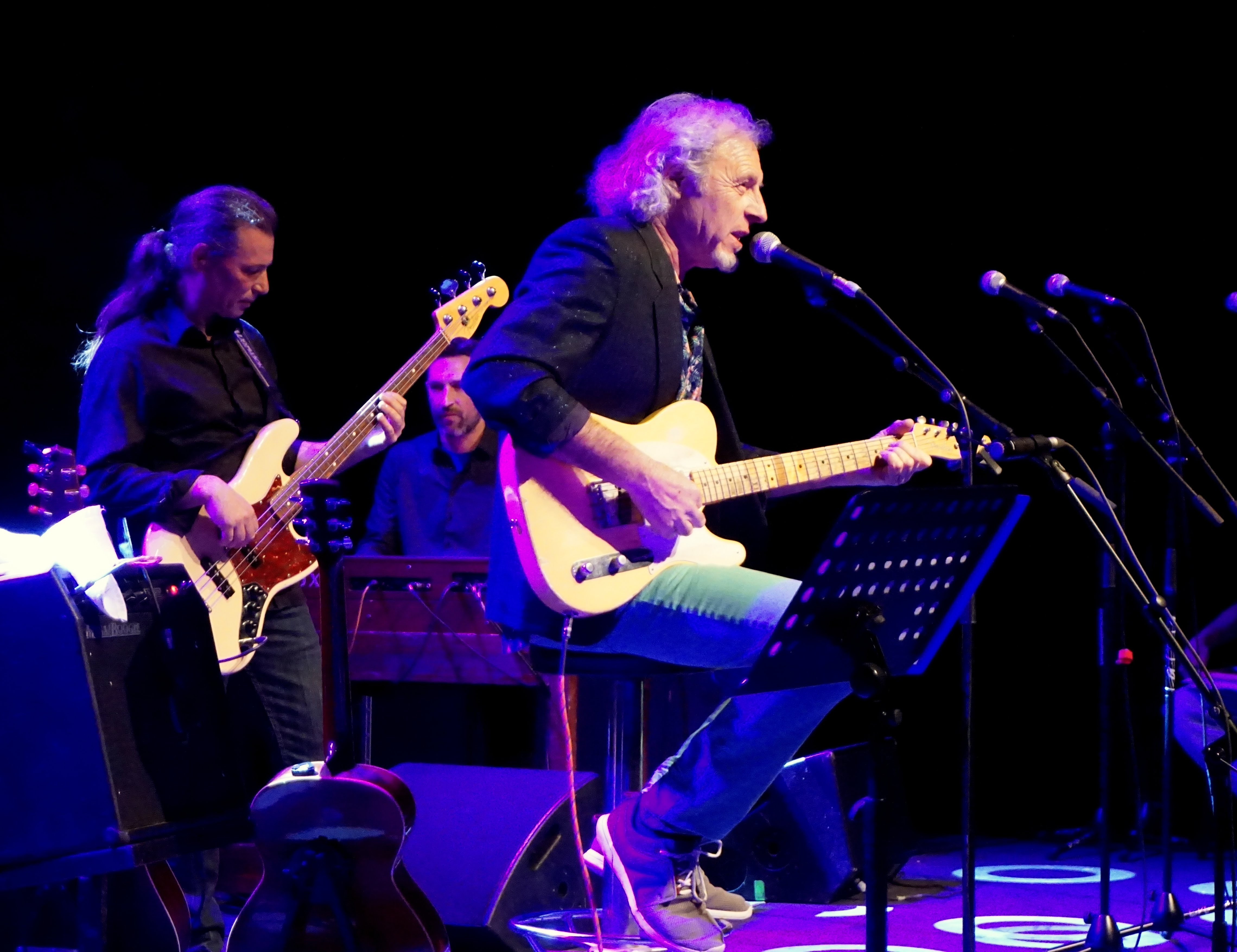
Carles Sarrat, el 2018.

El sisè àlbum, Àngel de la nit, inclou 12 cançons amb dues lletres de Joan-Lluís Lluís, dues d'Aleix Renyé, dues dels germans Carrera, autors de novel·la negra, una del poeta i cantant Gerard Jacquet, una de l'escriptor Joan-Daniel Bezsonoff i quatre de Carles Sarrat.

## Altres col·laboracions
En el primer àlbum, Jean-Laurent Chartron, guitarra acústica, acompanya Carles Sarrat en duo a "País bonic".
A Carrer de l'Àngel, la portada és de l'artista de Niça Ben (Benjamin Vautier). Pascal Comelade toca el piano de joguina i l'acordió de plàstic en un dels temes, així com la coral Ebony & Ivory acompanya el grup en un altre. Diversos escriptors, periodistes i artistes nord i sud catalans van compondre una coral informal a la cançó «Petit manifest del timidisme» (Bringuet Ballester, Gisela Bellsolà, Joan-Daniel Bezsonoff, Joan-Lluís Lluís, Isabel Mencion, Joaquim Vilarnau i Xevi Planas).
A l'àlbum Dona del camí, Pierre-Emmanuel Dumas toca la tenora a l'última cançó («Cançó pelicana»).

## Discografia
- Ah! Perpinyà (1996) CD 11 cançons - Vision
- Carrer de l'Àngel (1999) CD 13 cançons - Discmedi
- Dona del camí (2003) CD 12 cançons - Discmedi
- Fer-li un petó (2007) CD 13 cançons - Picap
- Soul of Picolat (2008) CD 13 cançons - BlueSoul
- Àngel de la nit (2012) CD13 títols - BlueSoul
- Clip: "La noia del Mississippi" (2008)